# Церковь Сурб Акоб (Таганрог)
Церковь Сурб Акоб — храм в городе Таганрог Ростовской области. Относится к Армянской апостольской церкви.
Адрес: Россия, Ростовская область, г. Таганрог, ул. Греческая, д.62.

## История
Заселение армянами Донских земель происходило более двух веков назад. 14 ноября 1779 года Екатерина II издала Указ о переселении христианского населения, включая армян, из Крыма в Приазовье. В 1779 году тысячи армян прибыли на новое место жительства в Нахичевань-на-Дону, Таганрог, Донские сёла. К концу XIX века в Таганроге проживало около тысячи армян. Для духовного окормления прихожан возникла необходимость строительства армянской церкви.
В 1895 году у местного армянского населения появились мысли о строительстве в городе церкви. Территорию для строительства церкви решил пожертвовать купец, владелец табачной фабрики, армянин по национальности Яков Михайлович Серебряков. Вопрос о строительстве церкви для горожан армяно-григорианского вероисповедания обсуждался также при участии московского купца Шорникова. Я. М. Серебряков передал под строительство своё собственное имение по Греческой улице д. № 50 (ныне 62) со строениями.
В ноябре 1897 года вопрос о возведении храма был решен и начался сбор пожертвований для его постройки. Численность армян к этому времени в городе достигала восьмисот человек. Пожертвователями были богатые предприниматели, среди них: братья Адабашевы, братья Багдасаровы, Мардиросов, Тер-Арутюнов, Оганесянц, Хальдрымянц и др.
В 1897 году Новонахичевано-Бессарабская консистория обратилась c просьбой в Эчмиадзинский Священный Синод дать разрешение на строительство в Таганроге молитвенного дома. 12 августа 1899 года Департамент духовных дел выдал разрешение на строительство в Таганроге церкви на земле, подаренной Серебряковым. Закладка храма и освящение места его строительства состоялось 21 мая 1900 года.
В октябре 1901 года здание церкви было построено и освобождено от строительных лесов. Храм был построен в стиле армяно-григорианских старых церквей. Его особенностью были конусообразные купола над зданием и примыкающей колокольне.
Храм решено было посвятить Святому Иакову. Память о святом празднуется в октябре месяце. В присутствии армянских священников и местных армян в апреле 1908 года на церкви были установлены кресты, а в 1904 году был установлен иконостас. Внутренняя отделка храма прерывалась от хронического недостатка средств, но была завершена к 1906 году. Храм освятили 19 марта 1906 года. На освящение храма из Нахичевани приехал архимандрит Муше, священнослужители, хор певчих. Первым старостой храма был С. К. Адабашев, первым священником — Ованес Оксентьянц.
С 1913 года при храме работала церковно-приходская школа.
В годы советской власти в храме была составлена опись имущества. B 1922 году из армянской церкви Сурб Акоб в доход государства изъяли крест, пять икон c окладом из серебра, лампады.
В октябре 1929 года постановлением горсовета № 1151 все церкви города Таганрога были переданы под клубы и зернохранилища. Разрушение здания церкви началось в августе 1930 года. Впоследствии храм был снесен и на его месте построено трёхэтажное жилое здание.